# Chersotis heydemanni
Chersotis heydemanni là một loài bướm đêm trong họ Noctuidae.